# Zapadnohuonski jezici
Zapadnohuonski jezici (privetni kod: whuo), jedna od tri podskupine huonskih jezik, velika transnovogvinejska porodica. Obuhvaća ukupno 12 jezika na Papui Novoj Gvineji, provincija Madang. Predstavnici su:
- burum-mindik [bmu], 8.250 (2000 census).
- kinalakna [kco], 220 (1978 K. McElhanon).
- komba [kpf], 15.000 (2000 SIL).
- kumukio [kuo], 550 (1978 K. McElhanon).
- mesem [mci], 4.000 (1997 census).
- nabak [naf], 16.000 (1994 SIL).
- nomu [noh], 810 (1978 K. McElhanon).
- ono [ons], 5.500 (1993 SIL).
- selepet [spl], 7.000 (1988 SIL).
- sialum [slw], 640 (1978 K. McElhanon).
- timbe [tim], 11.000 (1991 SIL).
- tobo [tbv], 2.230 (1980 census).

## Vanjske poveznice
- Ethnologue (14th)
- Ethnologue (15th)